# Yezoceryx rishiriensis
Yezoceryx rishiriensis är en stekelart som först beskrevs av Tohru Uchida 1934.  Yezoceryx rishiriensis ingår i släktet Yezoceryx och familjen brokparasitsteklar. Inga underarter finns listade i Catalogue of Life.